# Symphylella natala
Symphylella natala är en mångfotingart som beskrevs av Hilton 1938. Symphylella natala ingår i släktet findvärgfotingar, och familjen slankdvärgfotingar. Inga underarter finns listade i Catalogue of Life.